# 阿霍莫霍山
13°58′10″S 71°08′38″W / 13.96944°S 71.14389°W
阿霍莫霍山（Ajomojo），是秘魯的山峰，位於該國南部庫斯科大區，由坎奇斯省的皮圖馬卡區負責管轄，屬於安地斯山脈的一部分，海拔高度約5,000米。